# El Rourell
El Rourell település Spanyolországban, Tarragona tartományban. El Rourell La Masó, Vallmoll, El Morell, Vilallonga del Camp, Perafort és Alcover községekkel határos. Lakosainak száma 403 fő (2024).

## Népesség
A település népessége az elmúlt években az alábbi módon változott:
| Lakosok száma | 133  | 498  | 472  | 394  | 284  | 309  | 380  | 394  | 366  | 403  |
|               | 1717 | 1887 | 1936 | 1960 | 1986 | 2004 | 2009 | 2014 | 2019 | 2024 |